# Hopimythologie

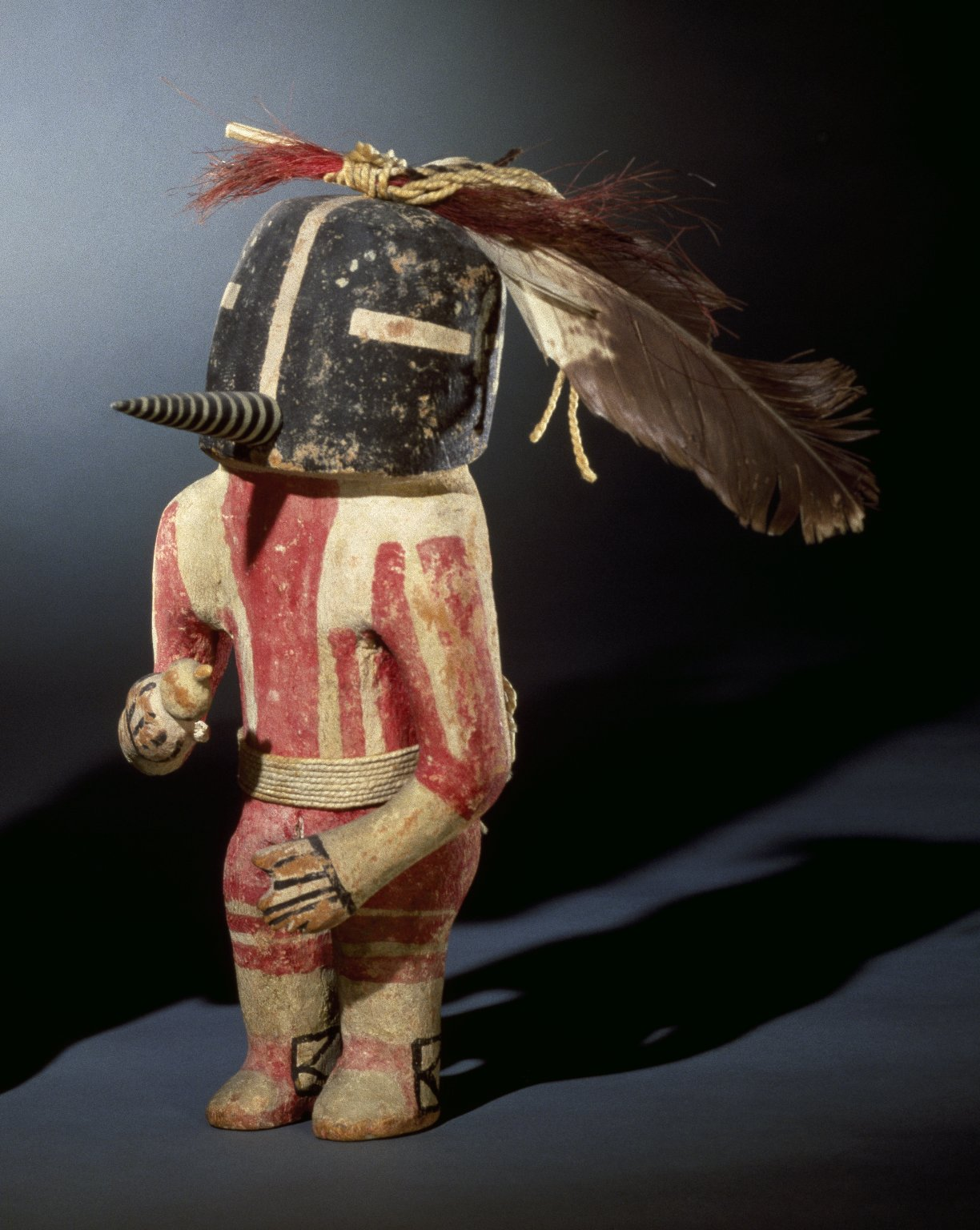
Hopi Pueblo. Kachina Doll (Kokopol), waarschijnlijk uit de eind 19de eeuw. Gemaakt van hout, pigment, katoen, wol, dierenhuid, veren en paardenhaar. 33 x 14.6 cm. Brooklyn Museum, Museum Expedition 1904, Museum Collection Fund, 04.297.5575.

De Hopimythologie is de mythologie van de Hopistammen, die het noordoosten van de Amerikaanse staat Arizona bewonen, waar zij de zuidelijkste van de pueblo-indianen zijn. Hopi betekent in hun Uto-Azteekse taal 'goed, vreedzaam en wijs'.
Hun woningen zijn vaak simpel en gebouwd in de pueblo-stijl, de huizen hebben vaak een kiva of ondergrondse ruimte waar men ceremonies hield. De Hopi zijn erg bedreven in het maken van potten, kunst en kleren; deze worden gemaakt om dromen, visioenen en geloven uit te beelden. Omdat mais zo belangrijk was voor de Hopi, speelde die ook een belangrijk rol in hun ceremonies, de mais heeft de boer nodig en de boer de mais.
De Hopi geloofden dat in het universum de almachtige leeft. Hij is zonder vorm en gewicht, de zon wordt gezien als de kracht van de almachtige. Als men sterft leeft men verder in een ander deel van het universum, en doet dan nog steeds de dingen die men altijd heeft gedaan.
Kachinapoppen werden uit hout gesneden door de Hopi- en Zunistammen, de kachina zijn goden die naar de aarde kwamen om de Hopi te onderwijzen. Zij leerden hun hoe zij mais moesten verbouwen, en brachten kennis over landbouw, wetten en regeren.

## 4 werelden en de miermensen
De Hopi geloven in een eeuwige cyclus van schepping en vernietiging. Hierdoor worden er onophoudelijk werelden geschapen en vernietigd. De eerste wereld werd vernietigd door vuur, de tweede door vorst en de derde door een zondvloed. Wij leven in de vierde wereld, deze wereld zou vol met pijn, leed en erg hard zijn. De Hopi overleefden de vernietiging van de derde wereld door zich ondergronds terug te trekken. Dit zal nog tweemaal gebeuren, maar alleen zij met een puur hart kunnen deze plek betreden. Ondergronds leven de miermensen, zij worden beschreven als bleek met grote hoofden en zwarte ogen. Ze hebben kleine lichaampjes, met dunne armen en soms 6 vingers. De miermensen tonen verbazend veel overeenkomst met de greys uit moderne ontvoeringsverhalen, ufologie en de popcultuur.

## Goden, godinnen en geesten
- Muyingwa
- Taiowa
  - Sotuknang
  - Koyangwuti (spinnenvrouw)
  - Poqanghoya
  - Palongawhoya
- Tokpela - godin van het onweer in de Hopimythologie. De Hopi geloofden dat Tokpela een kachina was.[bron?]